# Pupisoma minus
Pupisoma minus är en snäckart som beskrevs av Henry Augustus Pilsbry 1920. Pupisoma minus ingår i släktet Pupisoma och familjen puppsnäckor. Inga underarter finns listade i Catalogue of Life.